# Pehr Siöblad
Pehr Siöblad, född 24 september 1738, död 4 oktober 1817, var en svensk  friherre och militär.
Siöblad var överstelöjtnant 1783–1805 och riddarhusdirektör från år 1800. Genom sin vänskap med general Pechlin blev han inblandad i undersökningarna efter mordet på Gustav III.
Pehr Siöblad invaldes som ledamot nummer 94 i Kungliga Musikaliska Akademien den 19 november 1785.